# Papež Gregor IX.
Papež Gregor IX., rojen kot Ugolino di Conti, je bil rimski škof (papež) Rimskokatoliške cerkve, * okrog 1145 Anagni, (Kampanija, Papeška država, Sveto rimsko cesarstvo) † 22. avgust 1241 Rim (Papeška država).

## Življenjepis
Kardinali so želeli izvoliti po smrti Honorija III. takega papeža, ki bi bil kos cesarju Frideriku II.: ali da bi ga na miren način privedel do ubogljivosti, ali pa da bi ga prisilil. Večina je glasovala za sposobnega in izobraženega kardinala-škofa, grofa Konrada Uracha, ki je kot legat v Franciji in Nemčiji navezal stike z mnogimi pomembnimi osebnostmi, tudi s samim cesarjem, in je kot tak najboljše poznal tamkajšnje razmere. Nobeno prigovarjanje pa ga ni moglo ukloniti, da bi izvolitev sprejel – a znan je bil kot trmast. Zato so že tri dni po Honorijevi smrti – 21. marca 1227 – izvolili enoglasno ostijskega kardinala-škofa Ugolina di Contija, ki je bil grof v Anagniju in Segniju. Kardinal je postal že za časa papeža Inocenca in je utrdil povezanost Rima in italijanskih državic s Svetim sedežem. 

## Smrt
Leta 1241 so na katoliški Poljsko in Ogrsko vdrli Mongoli. Papež je pozval vse krščanske vladarje, naj povedejo kristjane na križarsko vojno zoper osvajalce. To je bilo tudi njegovo zadnje dejanje, kajti umrl je 22. avgusta 1241. Pokopan je v Baziliki svetega Petra. 

### Ocena
Čeprav ga cesar Friderik II. ni maral, je o njem izjavil, da je "neomadeževanega življenja, na dobrem glasu, izredno pobožen, dober govornik, učen mož, ki sveti kot zvezda v kardinalskem zboru." 